# Конкорд (компания)
Группа компаний «Конкорд» — российский холдинг, включающий предприятия общественного питания, строительные компании, средства массовой информации, ЧВК «Вагнер» и компании иных отраслей в собственности Павла Пригожина, сына основателя Евгения Пригожина.
Головной организацией группы является общество с ограниченной ответственностью «Конкорд менеджмент и консалтинг», которая базируется в Санкт-Петербурге и чьим основным видом деятельности позиционируется «деятельность ресторанов и услуги по доставке продуктов питания».
В 2023 году Евгений Пригожин зарегистрировал общество с ограниченной ответственностью «Конкорд Менеджмент и Консалтинг» в Белоруссии.

## История

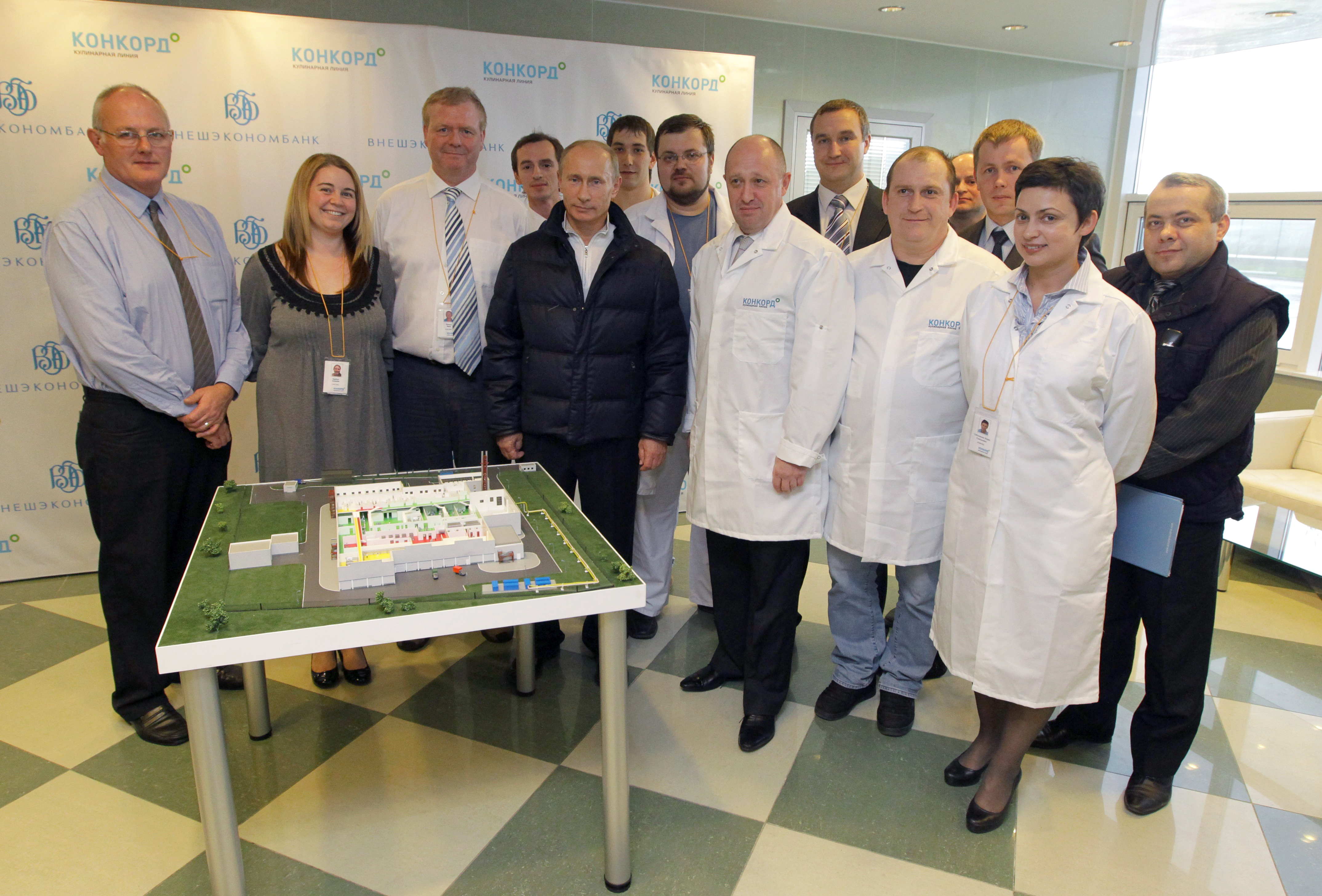
Премьер-министр России Владимир Путин на предприятии компании «Конкорд»

Общество с ограниченной ответственностью «Конкорд менеджмент и консалтинг» было основано Евгением Пригожиным в 1995 году. Евгений Пригожин был зарегистрированным владельцем компании до 2009 года; его мать, Виолетта Пригожина, являлась зарегистрированным владельцем с 2011 года по 2017 год. Дмитрий Уткин стал генеральным директором ООО «Конкорд менеджмент и консалтинг» 14 ноября 2017 года. Аналитики издания Bellingcat предположили фиктивность назначения Уткина на должность, при этом, по данным «Фонтанки», идентификационный номер налогоплательщика нового руководителя «Конкорда» отличается от ИНН Уткина из ЧВК, однако Уткин (совместно с Андреем Трошевым) в 2015—2016 годах был замечен в совместных поездках с известными сотрудниками службы безопасности Пригожина и мог работать на ЧВК «Вагнер», и, следовательно, холдинг «Конкорд».
По оценкам холдинга «Финам», на 2009 год годовой оборот ООО «Конкорд Менеджмент и Консалтинг» составлял 100—130 млн долларов США.
Правопредшественниками[прояснить] ООО «Конкорд Менеджмент и Консалтинг» к 2022 году являлись фирмы, вошедшие ранее в состав компании: ООО «Пресс-Кафе», ООО «Инвестотель», ООО «Конкорд-Инвест», ООО «Инвестком», ООО «Визит».
В структуру группы компаний входят ООО «Конкорд М», ООО «Московский школьник» (с 2019 года ООО «Вилмап»), ООО «Верона», ООО «Школьник-ЮЗ», ООО «Комбинат дошкольного питания», ООО «АВК» и ООО «Продфутсервис».
По состоянию на 2022 год, основными заказчиками ООО «Конкорд Менеджмент и Консалтинг» являлись: Управление делами Президента Российской Федерации, Комитет по внешним связям Санкт-Петербурга, ФГУП «Крыловский государственный научный центр», Аппарат Государственной думы Федерального собрания Российской Федерации, Русский музей. Компании группы «Конкорд» поставляют питание в школы и больницы Москвы.

## Инциденты и ограничения деятельности
В 2019 году компания «Конкорд» называлась причастной к массовому отравлению детей и сотрудников московских детских садов; по данным СМИ, от кишечной инфекции (включая дизентерию и шигеллез) пострадало около 150 человек. Фонд борьбы с коррупцией добился возбуждения уголовного дела по статье "Оказание услуг, не отвечающих требованиям безопасности, представители компании свою вину отрицали, обвиняя липецких молочников. В 2021 году Московский городской суд взыскал с «Комбината питания „Конкорд“» 1 млн 410 тысяч рублей компенсации морального вреда в пользу родителей, чьи дети отравились в детских садах в 2019 году.

### Санкции
20 июня 2017 года Министерство финансов США добавило ООО «Конкорд менеджмент и консалтинг» в список компаний, на которые наложены санкции за военное вмешательство России в Крыму и на Донбассе. Отдельные санкции наложены на входящее в холдинг вооруженное формирование «Группа Вагнер». После вторжения России на Украину холдинг внесён в санкционный список Украины.
11 апреля 2023 года ООО «Конкорд менеджмент и консалтинг» включён в санкционный список Канады «финансовых элит причастных к войне Путина».

## Структура
Компании принадлежат несколько ресторанов Санкт-Петербурга (ресторан высокой кухни «Старая таможня», ресторан-дворец «Русский Ампиръ», ресторан party-house «Русский китч», ресторан новой итальянской кухни «Polenta» и др.) и Москвы (ресторан-теплоход River Palace и др.). Кроме того, компании принадлежит сеть бутиков «Музей шоколада».
Входящее в группу ООО «Конкорд Кейтеринг» обслуживает банкеты в Кремле.
Также ООО «Конкорд Менеджмент и Консалтинг» занимается строительными проектами. К началу 2020 года сданы 4 объекта: МФК «Комплекс апартаментов Лахта Парк», МЖК «Северный Версаль» (жилой комплекс класса люкс в приморском районе Лахти Санкт-Петербурга), МФК «Лахта Плаза», МФК «Лахтинский пассаж».
ООО «Конкорд Менеджмент и Консалтинг» владеет 50 % ООО «Мегалайн», которая получила большую часть контрактов на капитальное строительство для российских военных в 2016 году.
Руководителю холдинга «Конкорд» также принадлежат издание РИА ФАН и Агентство интернет-исследований (также известное как «Фабрика троллей»), однако официально в структуру холдинга они не входят.

## Собственники и руководство
Юридический директор ООО «Конкорд Менеджмент и Консалтинг» с 1 марта 2018 года по 23 августа 2023 года — Евгений Пригожин, который также возглавлял ООО «Конкорд Кейтеринг».
Непосредственное управление компанией осуществлял Дмитрий Уткин.